# 32128 Jayzussman
32128 Jayzussman este un asteroid din centura principală de asteroizi.

## Descriere
32128 Jayzussman este un asteroid din centura principală de asteroizi. A fost descoperit pe 5 iunie 2000 la Socorro, New Mexico, în cadrul proiectului LINEAR. Asteroidul prezintă o orbită caracterizată de o semiaxă mare de 2,29 ua, o excentricitate de 0,12 și o înclinație de 6,4° în raport cu ecliptica.